# 뤄후구

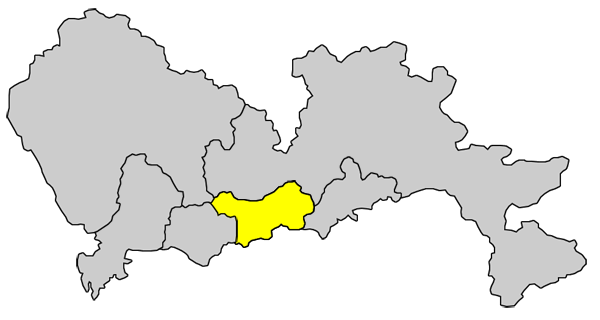
뤄후 구의 위치

뤄후구(한국어: 나호구, 중국어: 罗湖区, 병음: Luóhú Qū)는 중화인민공화국 광둥성 선전시의 시할구이다. 넓이는 79km2이고, 인구는 2016년 기준으로 948,260명이다.

## 지리
뤄후는 선전의 남쪽에 위치하고 서쪽으로 푸톈 구, 동쪽으로 옌톈 구, 북쪽으로 룽강 구와 접한다. 선전허는 구의 남쪽 경계를 이룬다. 구의 서쪽 경계는 푸톈의 훙링 로이고 동쪽 경계는 옌톈의 우퉁 산(梧桐山)이다. 북쪽 경계는 경제특구의 끝이다.
뤄후는 평탄하지 않은 지형과 동호(东湖), 홍호(洪湖), 선호(仙湖) 등의 천연 담수 자원을 갖고 있다. 또한 저수지가 뤄후 구에 위치해있어 선전과 홍콩을 위한 중요한 수자원이 된다. 선전에서 가장 높은 지점은 우퉁 산으로 해발고도는 944m이다.
연평균 기온은 22.4 °C이고 연평균 강수량은 1948mm이다.
뤄후는 또한 선전 경제 특구의 6개 행정 구역 중 하나이다.

## 역사
뤄후는 1979년 10월에 설치된 선전의 첫 번째 구이다. 초기에 도시 기반 시설의 건설을 위해 몇 개의 언덕을 깎았서 평평하게 만들었다. 1997년 11월에 옌톈 구가 독립된 구가 되었다.

## 행정 구역
10개 가도를 관할한다.
- 가도: 黄贝街道, 南湖街道, 桂园街道, 东门街道, 笋岗街道, 清水河街道, 翠竹街道, 东晓街道, 东湖街道, 莲塘街道.